# 福島第二原子力発電所
福島第二原子力発電所（ふくしまだいにげんしりょくはつでんしょ）は、福島県双葉郡楢葉町（敷地の一部は富岡町）にある東京電力ホールディングスの廃止された原子力発電所である。略称は福島第二原発（ふくしまだいにげんぱつ）、2F（にエフ）。
東北地方太平洋沖地震/東日本大震災（2011年）とそれに伴い同じ浜通り地区で起きた福島第一原子力発電所事故を受けて、福島県内の原子力発電所の全基廃炉を要望する地域の意向等を総合的に勘案し、2019年に廃炉措置が決定した。
福島県は、東京電力ホールディングスの子会社で一般送配電事業者である東京電力パワーグリッドの送配電地域ではなく、東北電力ネットワークの送配電地域である。
所員数は2025年4月1日時点で2,483人（東京電力ホールディングス社員414人と協力企業社員2,069人の合計）、1日あたりの入構者数は約850人。

## 発電設備
- 総出力：0kW（廃止）

|       | 原子炉形式                    | 運転開始      | 定格出力 | 現況                  |
| ----- | ----------------------------- | ------------- | -------- | --------------------- |
| 1号機 | 沸騰水型軽水炉(BWR-5)Mark-2   | 1982年4月20日 | 110万kW  | 2019年9月30日付で廃止 |
| 2号機 | 沸騰水型軽水炉(BWR-5)Mark-2改 | 1984年2月3日  | 110万kW  | 2019年9月30日付で廃止 |
| 3号機 | 沸騰水型軽水炉(BWR-5)Mark-2改 | 1985年6月21日 | 110万kW  | 2019年9月30日付で廃止 |
| 4号機 | 沸騰水型軽水炉(BWR-5)Mark-2改 | 1987年8月25日 | 110万kW  | 2019年9月30日付で廃止 |

- 圧力抑制プール水量は、1号機が3,400トン、2－4号機が4,000トンである[8][9]。

## 主なトラブル
- 1989年1月、3号機の原子炉再循環ポンプ内部のインペラー（回転翼）の溶接部が壊れ、炉心に多量の金属片等が流出、長期にわたって発電所を停止に追い込んだ事故が発生した。国際原子力事象評価尺度（INES）レベル2。
- 2008年1月、3、4号機廃棄物処理建屋(RW/B)の海水ポンプA（以後「RWSWポンプ」）の吸い込み側配管及び電動機と羽根車をつなぐシャフトが折損するトラブルが発生。これを受け3号機RWSWポンプBを緊急点検、東京電力、東電環境、東電工業等が注目する事となった。
- 2008年2月、サイドバンカーにて2号機の使用済み核燃料を積載したキャスクをクレーンで吊り上げ作業中にクレーンがトリップするという事象が起きた。
- 2008年10月、3号機熱交換器建屋地下1階北側の「RWCW熱交換器」本格点検にて、冷却管が経年劣化していたのを前年度に確認していたため今回冷却管の取替をしていたところ本来傷を付けてはならない管板面に傷を付けた事を元請に隠蔽していることを点検に関わった1次企業の担当者が明かした。
- 2009年6月、1号機原子炉建屋1階に「多目的化学除染装置」を設置した際に非放射性の廃水管（SD:ストームドレン）に対し放射性排水管（MUWT：再生水補給水（放射性トリチウムを含む水））を誤接続し、放射性トリチウムを何の処理もせずに海へ放水したトラブルが発生[10]。
- 2009年8月、3号機熱交換器建屋地下1階南側の「TCW熱交換器」エリアにて東電運転管理員が当該熱交換器の水張り操作中に体調を崩し、3号機熱交換器建屋への立入りが禁止になるということがあった。
  - 原因：TCW熱交換器の水張り操作の際にベント管より出てくる気体に硫化水素が混じっており、硫化水素を吸引して倒れた。
- 時期不明（福島第二原子力発電所　不適合記録には記載済み） - 廃棄物処理建屋（3、4号機）3階固化系乾燥機室に設置してあるホイストクレーン（定格荷重5t）2基の年次点検に置いて条件付き荷重を超過するという不適合があった。
  - なお、この荷重試験完了後ボイラ・クレーン協会の立入り検査があり、検査官が書類確認時に発見した。
- 時期不明（2008-2010の間) - 4号機定期検査中D/W内にある主蒸気逃安全弁の取付作業中にボルトを締めるためにハンマーを使用していた所周囲にあった鉄製の支柱とハンマーの間に指を挟み骨折するという事故が発生するも、労働災害（労災）を隠蔽。
- 2010年8月、廃棄物処理建屋（3,4号機）3FL大物搬出口より足場材搬出作業中にクレーン操作を誤り放射線管理区域と非放射線管理区域を分けるシャッターを損傷させるトラブルが発生。

### 東日本大震災とその後
- 2011年（平成23年）3月11日に発生した東北地方太平洋沖地震（東日本大震災）により、3本の送電系統のうち原子炉建屋に繋がる2本を喪失、その後の津波の影響で、一部の非常用ディーゼル発電機が機能を喪失し1、2、4号機でRHRを含む原子炉の冷却機能が喪失したため、18時33分に通報（いわゆる10条通報）が行われた[11]。
- 3月12日5時22分、1号機のS/C温度が100℃を超えたため、5時48分、原子力災害対策特別措置法に基づく緊急通報(いわゆる15条通報)が行なわれ、原子力緊急事態宣言が発令された[11][12]。
- 3月13日　外部電源が唯一生き残った廃棄物処理建屋から海水熱交換器建屋まで僅か200人で通常なら1ヶ月かかる作業を1日で総延長9kmにも及ぶ決死のケーブル敷設作業を行った結果、13日深夜、1号機でベントまで残り2時間というところで電源が繋がりまもなく冷却機能が復活した[13]。
- 3月15日、全ての原子炉が「冷温停止」状態となり、安全に停止したことが発表された[14]。
- 3月18日、原子力安全・保安院は、1、2、4号機においてINESレベル3（重大な異常事象）の暫定評価結果を示した[15]。
- 3月30日午後5時56分頃、1号機タービン建屋1階の分電盤付近から煙が出ているのを作業員が発見、消防に通報した。なお午後6時18分の時点では、煙は確認されていない[16]。
- 3月31日、街宣車が侵入して構内を約10分間走り回った。福島県警双葉警察署はこの街宣車を運転していた男を逮捕した[17]。
- 12月26日、内閣総理大臣により当所の原子力緊急事態解除が宣言され、原子力災害対策特別措置法に基づく原子力災害事後対策の実施段階に移行した[18]。
- 2012年2月8日、震災後報道陣に初めて公開された。震災時の津波の高さは9mあり浸水は建屋の一部にとどまったが、原子炉冷却用海水ポンプ4基中3基が一時危険な状態に陥った。つまり、津波のため、原子炉の除熱に必要な海水ポンプ3基と、それらの電源が海水に水没した。ただ、外部からの高圧電源の1回線が生きており原子炉の温度、圧力や水位などの把握は可能であった。地震が土・日曜日であれば当直など40人であったが、事故は金曜日であり約2000人が働いており、総延長9kmケーブルを人力でつなぎ合わせ仮設電源も確保でき、事故4日後に冷温停止に至る対処が行えた。当時の増田尚宏所長は「福島第一原子力発電所事故の炉心溶融と同様の事態になるまでに紙一重のところだった」と明かした[19][20]。
- 2012年10月1日から4号機の燃料移動作業が行われていた。10月24日午後に全燃料集合体の使用済燃料プールへの移動が完了した[21]。
- 2015年3月24日、福島第二原発3号機の原子炉内にあった燃料764体の使用済燃料プールへの移送を完了したと東京電力が発表した。これで1 - 4号機の全ての原子炉内燃料が空になった。
- 2018年6月14日、東京電力ホールディングス社長の小早川智明は、福島県庁で福島県知事内堀雅雄と面会し、福島第二原発について「運転再開せず全基廃炉の方向で具体的な検討に入りたい」と表明し、続いて記者会見で報道陣にも表明し、翌日、経済産業大臣世耕弘成と経済産業省で会談して説明した。
- 2018年11月30日、東京電力ホールディングスは福島第二原子力発電所のPR施設であったエネルギー館を転用した「東京電力廃炉資料館[1]」を開館した。
- 2019年7月31日、東京電力ホールディングスは福島第二原子力発電所の廃止を正式決定し、今後は廃炉に向けて取り組んでいくことを発表した[4]。
- 2019年9月30日、1 - 4号機が電気事業法上廃止された[22]。
- 2021年5月、新潟県の柏崎刈羽原子力発電所でテロ対策に重大な問題があったことを受けて、原子力規制委員会が全国の原発を調べたところ、福島第二原子力発電所でもテロ対策上の不備があったことが分かった[23]。
- 2022年3月16日午後11時36分頃に発生した福島県沖地震により、1、3号機の使用済み核燃料プールの冷却ポンプが停止。翌17日午前1時40分頃に復旧[24]。

## 廃炉
2021年6月23日、廃炉作業が開始された。廃炉は4段階で行われ、第1段階は2021-2030年度、汚染の調査や除染など廃炉の準備、第2段階は2031-2042年度、原子炉周辺設備の解体撤去、第3段階は2043-2053年度、原子炉の解体撤去、第4段階は2054-2064年度、残りの建屋の撤去、の4段階で進める計画である。